# Valdo Filho
Valdo Filho (Siderópolis, 12 januari 1964) is een voormalig Braziliaans voetballer.

## Interlandcarrière
Valdo Filho debuteerde in 1987 in het Braziliaans nationaal elftal en speelde 45 interlands, waarin hij 4 keer scoorde.